# Filosofiens afslutning
 Der er for få eller ingen kildehenvisninger i denne artikel, hvilket er et problem. Du kan hjælpe ved at angive troværdige kilder til de påstande, som fremføres i artiklen.

Filosofiens afslutning er et begreb fra Martin Heidegger, som henviser til tænkningens opgave i den tid, der kommer efter "epokernes tid".
Af andre, som forsøger at tænke dette brud kan nævnes: Reiner Schürmann og Giorgio Agamben.